# Theodōros Zagorakīs
Theodōros Zagorakīs (in greco Θεόδωρος Ζαγοράκης; Kavala, 27 ottobre 1971) è un dirigente sportivo, politico ed ex calciatore greco, di ruolo centrocampista, campione d'Europa con la nazionale greca nel 2004.
Di ruolo di mediano o ala destra, vestì le maglie di Kavala, PAOK, Leicester, AEK Atene e Bologna; raggiunse l'apice della carriera con la vittoria del campionato europeo di calcio 2004, il quinto posto nella classifica del Pallone d'oro 2004 ed il diciassettesimo in quella del FIFA World Player. Si ritirò nel giugno 2007.

## Carriera

### Giocatore

#### Club
Iniziò la carriera al Kavala, club della sua città, in cui spesso veniva schierato a destra del centrocampo. Li conobbe Zīsīs Vryzas e assieme a lui aiutò la squadra a raggiungere la promozione alla seconda divisione greca. Ne seguì il trasferimento al PAOK nella stagione 1992-93, dove iniziò ad assumere un ruolo sempre più determinante in campo e fuori, fino a diventare il capitano nelle sue due ultime stagioni, divenuto ormai icona dei tifosi. Nella stagione 1997-98 si trasferì in Inghilterra, al Leicester, formazione con la quale partecipò due volte alla finale della Football League Cup, la prima persa contro il Totthenham e la seconda vinta contro il Tranmere Rovers.
Tuttavia, non trovandosi in accordo con il tecnico del club, nel 2000 decise di tornare in Grecia, dove fu ingaggiato dall'AEK Atene. Anche qui divenne una figura cardine del club, con il quale ottenne una Coppa di Grecia nel 2002, contro gli storici rivali dell'Olympiakos. Nella stagione 2004-2005, dopo aver vinto con la nazionale greca il campionato europeo di calcio 2004, si trasferì in Serie A, nel Bologna di Carlo Mazzone. La squadra retrocesse dopo lo spareggio col Parma e Zagorakīs lasciò il club felsineo a fine stagione, nonostante il suo buon contributo alla causa dei rossoblù. Rientrato in patria, al PAOK, vi giocò le ultime due stagioni della propria carriera.

#### Nazionale
Ha esordito con la maglia della nazionale ellenica il 7 settembre del 1994, segnando il suo primo gol contro la Danimarca, nel 2006. Con la nazionale greca conta 120 presenze e 3 gol, divenendo così il capitano con più presenze nella nazionale Greca. Ha svolto un ruolo cruciale nella vittoria del campionato europeo di calcio 2004 con il numero 7, da parte della squadra ellenica, ancorando il centrocampo e impostando manovre offensive e assist importanti, come quello contro la Francia ai quarti di finale, preceduto da una sua ottima giocata. È stato quindi nominato dalla UEFA per il FIFA World Player del 2004 (arrivando diciassettesimo) e per il Pallone d'oro 2004 (classificandosi quinto), riuscendo inoltre ad aggiudicarsi il titolo di miglior giocatore del torneo.
Dopo 14 anni di militanza ininterrotta tra le file della propria nazionale, Zagorakīs ha annunciato il proprio ritiro da quest'ultima il 5 ottobre del 2006, giocando però una speciale partita di addio il 22 agosto 2007 contro la Spagna, alla fine della quale ricevette un calorosissimo addio da parte dei tifosi, che ripeterono ininterrottamente il suo nome.

### Dopo il ritiro
Da giugno 2007 si è ritirato dal calcio giocato ed ha assunto la carica di presidente del PAOK, con il programma di salvare la società dagli enormi debiti che ne mettono a rischio l'esistenza. Sotto la sua presidenza, il club riesce a rimettere in sesto il bilancio e a migliorare il livello della squadra, diventando sempre più competitiva a livello nazionale. Nel 2009 ha però abbandonato l'incarico per motivi personali. Tuttavia, nel gennaio del 2010 riesce a ritornare alla testa del club, con Zīsīs Vryzas al suo fianco nel ruolo di vicepresidente.
In occasione delle Elezioni Europee del 2014 si candida con il partito Nuova Democrazia, risultando infine eletto nelle file del Partito Popolare Europeo. È membro delle Commissioni Cultura e Istruzione e Cooperazione Unione Europea-Russia.

## Statistiche

### Cronologia presenze e reti in nazionale
| Cronologia completa delle presenze e delle reti in nazionale ― Grecia | Cronologia completa delle presenze e delle reti in nazionale ― Grecia | Cronologia completa delle presenze e delle reti in nazionale ― Grecia | Cronologia completa delle presenze e delle reti in nazionale ― Grecia | Cronologia completa delle presenze e delle reti in nazionale ― Grecia | Cronologia completa delle presenze e delle reti in nazionale ― Grecia | Cronologia completa delle presenze e delle reti in nazionale ― Grecia | Cronologia completa delle presenze e delle reti in nazionale ― Grecia |
| Data                                                                  | Città                                                                 | In casa                                                               | Risultato                                                             | Ospiti                                                                | Competizione                                                          | Reti                                                                  | Note                                                                  |
| --------------------------------------------------------------------- | --------------------------------------------------------------------- | --------------------------------------------------------------------- | --------------------------------------------------------------------- | --------------------------------------------------------------------- | --------------------------------------------------------------------- | --------------------------------------------------------------------- | --------------------------------------------------------------------- |
| 7-9-1994                                                              | Toftir                                                                | Fær Øer                                                               | 1 – 5                                                                 | Grecia                                                                | Qual. Euro 1996                                                       | -                                                                     | 82’                                                                   |
| 12-10-1994                                                            | Salonicco                                                             | Grecia                                                                | 4 – 0                                                                 | Finlandia                                                             | Qual. Euro 1996                                                       | -                                                                     | 44’                                                                   |
| 16-11-1994                                                            | Amarousio                                                             | Grecia                                                                | 2 – 0                                                                 | San Marino                                                            | Qual. Euro 1996                                                       | -                                                                     |                                                                       |
| 18-12-1994                                                            | Amarousio                                                             | Grecia                                                                | 1 – 0                                                                 | Scozia                                                                | Qual. Euro 1996                                                       | -                                                                     |                                                                       |
| 25-1-1995                                                             | Larnaca                                                               | Cipro                                                                 | 2 – 3                                                                 | Grecia                                                                | Amichevole                                                            | -                                                                     | 46’                                                                   |
| 8-2-1995                                                              | Calamata                                                              | Grecia                                                                | 1 – 0                                                                 | Romania                                                               | Amichevole                                                            | -                                                                     | Ammonizione                                                           |
| 8-3-1995                                                              | Amarousio                                                             | Grecia                                                                | 1 – 1                                                                 | Svizzera                                                              | Amichevole                                                            | -                                                                     | 46’                                                                   |
| 26-4-1995                                                             | Salonicco                                                             | Grecia                                                                | 0 – 3                                                                 | Russia                                                                | Qual. Euro 1996                                                       | -                                                                     |                                                                       |
| 17-5-1995                                                             | Vilnius                                                               | Lituania                                                              | 2 – 1                                                                 | Grecia                                                                | Amichevole                                                            | -                                                                     | 46’                                                                   |
| 11-6-1995                                                             | Helsinki                                                              | Finlandia                                                             | 2 – 1                                                                 | Grecia                                                                | Qual. Euro 1996                                                       | -                                                                     |                                                                       |
| 16-8-1995                                                             | Glasgow                                                               | Scozia                                                                | 1 – 0                                                                 | Grecia                                                                | Qual. Euro 1996                                                       | -                                                                     | 76’                                                                   |
| 6-9-1995                                                              | Serravalle                                                            | San Marino                                                            | 0 – 4                                                                 | Grecia                                                                | Qual. Euro 1996                                                       | -                                                                     |                                                                       |
| 20-9-1995                                                             | Salonicco                                                             | Grecia                                                                | 0 – 2                                                                 | Jugoslavia                                                            | Amichevole                                                            | -                                                                     | 73’                                                                   |
| 11-10-1995                                                            | Mosca                                                                 | Russia                                                                | 2 – 1                                                                 | Grecia                                                                | Qual. Euro 1996                                                       | -                                                                     |                                                                       |
| 15-11-1995                                                            | Candia                                                                | Grecia                                                                | 5 – 0                                                                 | Fær Øer                                                               | Qual. Euro 1996                                                       | -                                                                     | 57’ 69’                                                               |
| 24-1-1996                                                             | Calcide                                                               | Grecia                                                                | 2 – 1                                                                 | Israele                                                               | Amichevole                                                            | -                                                                     |                                                                       |
| 21-2-1996                                                             | Nîmes                                                                 | Francia                                                               | 3 – 1                                                                 | Grecia                                                                | Amichevole                                                            | -                                                                     | 78’                                                                   |
| 27-3-1996                                                             | Lisbona                                                               | Portogallo                                                            | 1 – 0                                                                 | Grecia                                                                | Amichevole                                                            | -                                                                     | 54’                                                                   |
| 24-4-1996                                                             | Amarousio                                                             | Grecia                                                                | 2 – 0                                                                 | Slovenia                                                              | Qual. Mondiali 1998                                                   | -                                                                     |                                                                       |
| 8-5-1996                                                              | Giannina                                                              | Grecia                                                                | 2 – 1                                                                 | Georgia                                                               | Amichevole                                                            | -                                                                     |                                                                       |
| 14-8-1996                                                             | Amarousio                                                             | Grecia                                                                | 2 – 1                                                                 | Albania                                                               | Amichevole                                                            | -                                                                     |                                                                       |
| 1-9-1996                                                              | Calamata                                                              | Grecia                                                                | 3 – 0                                                                 | Bosnia ed Erzegovina                                                  | Qual. Mondiali 1998                                                   | -                                                                     |                                                                       |
| 9-10-1996                                                             | Copenaghen                                                            | Danimarca                                                             | 2 – 1                                                                 | Grecia                                                                | Qual. Mondiali 1998                                                   | -                                                                     | 7’ 64’                                                                |
| 10-11-1996                                                            | Zagabria                                                              | Croazia                                                               | 1 – 1                                                                 | Grecia                                                                | Qual. Mondiali 1998                                                   | -                                                                     | 46’                                                                   |
| 22-1-1997                                                             | Gerusalemme                                                           | Israele                                                               | 1 – 1                                                                 | Grecia                                                                | Amichevole                                                            | -                                                                     |                                                                       |
| 19-2-1997                                                             | Atene                                                                 | Grecia                                                                | 0 – 0                                                                 | Portogallo                                                            | Amichevole                                                            | -                                                                     |                                                                       |
| 12-3-1997                                                             | Paralimni                                                             | Cipro                                                                 | 0 – 4                                                                 | Grecia                                                                | Amichevole                                                            | -                                                                     |                                                                       |
| 2-4-1997                                                              | Sarajevo                                                              | Bosnia ed Erzegovina                                                  | 0 – 1                                                                 | Grecia                                                                | Qual. Mondiali 1998                                                   | -                                                                     |                                                                       |
| 30-4-1997                                                             | Salonicco                                                             | Grecia                                                                | 0 – 1                                                                 | Croazia                                                               | Qual. Mondiali 1998                                                   | -                                                                     |                                                                       |
| 19-8-1997                                                             | Heraklion                                                             | Grecia                                                                | 2 – 1                                                                 | Cipro                                                                 | Amichevole                                                            | -                                                                     | 46’                                                                   |
| 6-9-1997                                                              | Lubiana                                                               | Slovenia                                                              | 0 – 3                                                                 | Grecia                                                                | Qual. Mondiali 1998                                                   | -                                                                     |                                                                       |
| 11-10-1997                                                            | Atene                                                                 | Grecia                                                                | 0 – 0                                                                 | Danimarca                                                             | Qual. Mondiali 1998                                                   | -                                                                     | 33’ 77’                                                               |
| 18-2-1998                                                             | Atene                                                                 | Grecia                                                                | 1 – 1                                                                 | Russia                                                                | Amichevole                                                            | -                                                                     | 65’                                                                   |
| 8-4-1998                                                              | Bucarest                                                              | Romania                                                               | 2 – 1                                                                 | Grecia                                                                | Amichevole                                                            | -                                                                     |                                                                       |
| 6-9-1998                                                              | Atene                                                                 | Grecia                                                                | 2 – 2                                                                 | Slovenia                                                              | Qual. Euro 2000                                                       | -                                                                     | 12’                                                                   |
| 14-10-1998                                                            | Atene                                                                 | Grecia                                                                | 3 – 0                                                                 | Georgia                                                               | Qual. Euro 2000                                                       | -                                                                     |                                                                       |
| 18-11-1998                                                            | Tirana                                                                | Albania                                                               | 0 – 0                                                                 | Grecia                                                                | Qual. Euro 2000                                                       | -                                                                     |                                                                       |
| 10-3-1999                                                             | Atene                                                                 | Grecia                                                                | 3 – 2                                                                 | Croazia                                                               | Amichevole                                                            | -                                                                     | 87’                                                                   |
| 27-3-1999                                                             | Atene                                                                 | Grecia                                                                | 0 – 2                                                                 | Norvegia                                                              | Qual. Euro 2000                                                       | -                                                                     | 46’                                                                   |
| 31-3-1999                                                             | Riga                                                                  | Lettonia                                                              | 0 – 0                                                                 | Grecia                                                                | Qual. Euro 2000                                                       | -                                                                     | 74’                                                                   |
| 28-4-1999                                                             | Atene                                                                 | Grecia                                                                | 1 – 1                                                                 | Svizzera                                                              | Amichevole                                                            | -                                                                     | 46’                                                                   |
| 5-6-1999                                                              | Tbilisi                                                               | Georgia                                                               | 1 – 2                                                                 | Grecia                                                                | Qual. Euro 2000                                                       | -                                                                     | 81’                                                                   |
| 9-6-1999                                                              | Atene                                                                 | Grecia                                                                | 1 – 2                                                                 | Lettonia                                                              | Qual. Euro 2000                                                       | -                                                                     |                                                                       |
| 16-8-1999                                                             | Xanthi                                                                | Grecia                                                                | 3 – 2                                                                 | Messico                                                               | Amichevole                                                            | -                                                                     | cap.                                                                  |
| 18-8-1999                                                             | Kavala                                                                | Grecia                                                                | 3 – 1                                                                 | El Salvador                                                           | Amichevole                                                            | -                                                                     | cap. 46’                                                              |
| 4-9-1999                                                              | Oslo                                                                  | Norvegia                                                              | 1 – 0                                                                 | Grecia                                                                | Qual. Euro 2000                                                       | -                                                                     | 49’                                                                   |
| 6-10-1999                                                             | Atene                                                                 | Grecia                                                                | 2 – 0                                                                 | Albania                                                               | Qual. Euro 2000                                                       | -                                                                     | 46’                                                                   |
| 9-10-1999                                                             | Maribor                                                               | Slovenia                                                              | 0 – 3                                                                 | Grecia                                                                | Qual. Euro 2000                                                       | -                                                                     | 71’                                                                   |
| 13-11-1999                                                            | Kilkis                                                                | Grecia                                                                | 2 – 0                                                                 | Nigeria                                                               | Amichevole                                                            | -                                                                     | 80’                                                                   |
| 17-11-1999                                                            | Kozani                                                                | Grecia                                                                | 1 – 0                                                                 | Bulgaria                                                              | Amichevole                                                            | -                                                                     |                                                                       |
| 16-8-2000                                                             | San Gallo                                                             | Svizzera                                                              | 2 – 2                                                                 | Grecia                                                                | Amichevole                                                            | -                                                                     |                                                                       |
| 2-9-2000                                                              | Amburgo                                                               | Germania                                                              | 2 – 0                                                                 | Grecia                                                                | Qual. Mondiali 2002                                                   | -                                                                     | 39’ 76’                                                               |
| 7-10-2000                                                             | Atene                                                                 | Grecia                                                                | 1 – 0                                                                 | Finlandia                                                             | Qual. Mondiali 2002                                                   | -                                                                     |                                                                       |
| 2-10-2000                                                             | Tirana                                                                | Albania                                                               | 2 – 0                                                                 | Grecia                                                                | Qual. Mondiali 2002                                                   | -                                                                     | 62’                                                                   |
| 15-11-2000                                                            | Rodi                                                                  | Grecia                                                                | 0 – 2                                                                 | Slovacchia                                                            | Amichevole                                                            | -                                                                     | 65’                                                                   |
| 15-2-2001                                                             | Candia                                                                | Grecia                                                                | 3 – 3                                                                 | Russia                                                                | Amichevole                                                            | -                                                                     | 19’                                                                   |
| 28-3-2001                                                             | Atene                                                                 | Grecia                                                                | 2 – 4                                                                 | Germania                                                              | Qual. Mondiali 2002                                                   | -                                                                     | cap.                                                                  |
| 2-6-2001                                                              | Candia                                                                | Grecia                                                                | 1 – 0                                                                 | Albania                                                               | Amichevole                                                            | -                                                                     | cap.                                                                  |
| 6-6-2001                                                              | Atene                                                                 | Grecia                                                                | 0 – 2                                                                 | Inghilterra                                                           | Qual. Mondiali 2002                                                   | -                                                                     | cap.                                                                  |
| 15-8-2001                                                             | Mosca                                                                 | Russia                                                                | 0 – 0                                                                 | Grecia                                                                | Amichevole                                                            | -                                                                     | cap. 82’                                                              |
| 5-9-2001                                                              | Helsinki                                                              | Finlandia                                                             | 5 – 1                                                                 | Grecia                                                                | Qual. Mondiali 2002                                                   | -                                                                     | cap. 82’                                                              |
| 6-10-2001                                                             | Manchester                                                            | Inghilterra                                                           | 2 – 2                                                                 | Grecia                                                                | Qual. Mondiali 2002                                                   | -                                                                     | cap. 14’ 56’                                                          |
| 10-11-2001                                                            | Nea Filadelfia                                                        | Grecia                                                                | 4 – 2                                                                 | Estonia                                                               | Amichevole                                                            | -                                                                     | cap. 46’                                                              |
| 14-11-2001                                                            | Nea Filadelfia                                                        | Grecia                                                                | 1 – 2                                                                 | Cipro                                                                 | Amichevole                                                            | -                                                                     | cap. 87’                                                              |
| 13-2-2002                                                             | Salonicco                                                             | Grecia                                                                | 2 – 2                                                                 | Svezia                                                                | Amichevole                                                            | -                                                                     | cap. 43’                                                              |
| 27-3-2002                                                             | Patrasso                                                              | Grecia                                                                | 3 – 2                                                                 | Belgio                                                                | Amichevole                                                            | -                                                                     | cap. 46’                                                              |
| 17-4-2002                                                             | Giannina                                                              | Grecia                                                                | 0 – 0                                                                 | Rep. Ceca                                                             | Amichevole                                                            | -                                                                     | 46’ 82’                                                               |
| 12-5-2002                                                             | Alessandropoli                                                        | Grecia                                                                | 3 – 2                                                                 | Romania                                                               | Amichevole                                                            | -                                                                     | cap. 46’                                                              |
| 15-5-2002                                                             | Rodi                                                                  | Grecia                                                                | 3 – 1                                                                 | Cipro                                                                 | Amichevole                                                            | -                                                                     | cap. 46’                                                              |
| 21-8-2002                                                             | Costanza                                                              | Romania                                                               | 0 – 1                                                                 | Grecia                                                                | Amichevole                                                            | -                                                                     | cap. 46’                                                              |
| 7-9-2002                                                              | Atene                                                                 | Grecia                                                                | 0 – 2                                                                 | Spagna                                                                | Qual. Euro 2004                                                       | -                                                                     | cap. 46’                                                              |
| 12-10-2002                                                            | Kiev                                                                  | Ucraina                                                               | 2 – 0                                                                 | Grecia                                                                | Qual. Euro 2004                                                       | -                                                                     | cap. 69’                                                              |
| 16-10-2002                                                            | Atene                                                                 | Grecia                                                                | 2 – 0                                                                 | Armenia                                                               | Qual. Euro 2004                                                       | -                                                                     | 46’                                                                   |
| 20-11-2002                                                            | Atene                                                                 | Grecia                                                                | 0 – 0                                                                 | Irlanda                                                               | Amichevole                                                            | -                                                                     | 60’                                                                   |
| 12-2-2003                                                             | Heraklion                                                             | Grecia                                                                | 1 – 0                                                                 | Norvegia                                                              | Amichevole                                                            | -                                                                     | cap.                                                                  |
| 26-3-2003                                                             | Graz                                                                  | Austria                                                               | 2 – 2                                                                 | Grecia                                                                | Amichevole                                                            | -                                                                     | cap. 46’                                                              |
| 2-4-2003                                                              | Belfast                                                               | Irlanda del Nord                                                      | 0 – 2                                                                 | Grecia                                                                | Qual. Euro 2004                                                       | -                                                                     | cap.                                                                  |
| 30-4-2003                                                             | Žilina                                                                | Slovacchia                                                            | 2 – 2                                                                 | Grecia                                                                | Amichevole                                                            | -                                                                     | cap. 46’                                                              |
| 7-6-2003                                                              | Saragozza                                                             | Spagna                                                                | 0 – 1                                                                 | Grecia                                                                | Qual. Euro 2004                                                       | -                                                                     | cap.                                                                  |
| 11-6-2003                                                             | Atene                                                                 | Grecia                                                                | 1 – 0                                                                 | Ucraina                                                               | Qual. Euro 2004                                                       | -                                                                     | cap. 72’                                                              |
| 20-8-2003                                                             | Norrköping                                                            | Svezia                                                                | 1 – 2                                                                 | Grecia                                                                | Amichevole                                                            | -                                                                     | cap. 46’                                                              |
| 6-9-2003                                                              | Erevan                                                                | Armenia                                                               | 0 – 1                                                                 | Grecia                                                                | Qual. Euro 2004                                                       | -                                                                     | 83’                                                                   |
| 11-10-2003                                                            | Atene                                                                 | Grecia                                                                | 1 – 0                                                                 | Irlanda del Nord                                                      | Qual. Euro 2004                                                       | -                                                                     | 90’                                                                   |
| 15-11-2003                                                            | Aveiro                                                                | Portogallo                                                            | 1 – 1                                                                 | Grecia                                                                | Amichevole                                                            | -                                                                     | cap. 68’                                                              |
| 18-2-2004                                                             | Atene                                                                 | Grecia                                                                | 2 – 0                                                                 | Bulgaria                                                              | Amichevole                                                            | -                                                                     | cap.                                                                  |
| 31-3-2004                                                             | Heraklion                                                             | Grecia                                                                | 1 – 0                                                                 | Svizzera                                                              | Amichevole                                                            | -                                                                     | cap.                                                                  |
| 28-4-2004                                                             | Eindhoven                                                             | Paesi Bassi                                                           | 4 – 0                                                                 | Grecia                                                                | Amichevole                                                            | -                                                                     | cap. 46’                                                              |
| 29-5-2004                                                             | Stettino                                                              | Polonia                                                               | 1 – 0                                                                 | Grecia                                                                | Amichevole                                                            | -                                                                     | cap. 46’                                                              |
| 3-6-2004                                                              | Vaduz                                                                 | Liechtenstein                                                         | 0 – 2                                                                 | Grecia                                                                | Amichevole                                                            | -                                                                     | cap. 46’                                                              |
| 12-6-2004                                                             | Porto                                                                 | Portogallo                                                            | 1 – 2                                                                 | Grecia                                                                | Euro 2004 - 1º turno                                                  | -                                                                     | cap.                                                                  |
| 16-6-2004                                                             | Porto                                                                 | Grecia                                                                | 1 – 1                                                                 | Spagna                                                                | Euro 2004 - 1º turno                                                  | -                                                                     | cap. 62’                                                              |
| 20-6-2004                                                             | Faro                                                                  | Russia                                                                | 2 – 1                                                                 | Grecia                                                                | Euro 2004 - 1º turno                                                  | -                                                                     | cap.                                                                  |
| 25-6-2004                                                             | Lisbona                                                               | Francia                                                               | 0 – 1                                                                 | Grecia                                                                | Euro 2004 - Quarti di finale                                          | -                                                                     | cap. 50’                                                              |
| 1-7-2004                                                              | Porto                                                                 | Rep. Ceca                                                             | 0 – 1 dts                                                             | Grecia                                                                | Euro 2004 - Semifinale                                                | -                                                                     | cap.                                                                  |
| 4-7-2004                                                              | Lisbona                                                               | Grecia                                                                | 1 – 0                                                                 | Portogallo                                                            | Euro 2004 - Finale                                                    | -                                                                     | cap.                                                                  |
| 18-8-2004                                                             | Praga                                                                 | Rep. Ceca                                                             | 0 – 0                                                                 | Grecia                                                                | Amichevole                                                            | -                                                                     | cap. 46’                                                              |
| 4-9-2004                                                              | Tirana                                                                | Albania                                                               | 2 – 1                                                                 | Grecia                                                                | Qual. Mondiali 2006                                                   | -                                                                     | cap.                                                                  |
| 8-9-2004                                                              | Il Pireo                                                              | Grecia                                                                | 0 – 0                                                                 | Turchia                                                               | Qual. Mondiali 2006                                                   | -                                                                     | cap.                                                                  |
| 9-10-2004                                                             | Kiev                                                                  | Ucraina                                                               | 1 – 1                                                                 | Grecia                                                                | Qual. Mondiali 2006                                                   | -                                                                     | cap. 30’                                                              |
| 17-11-2004                                                            | Calcide                                                               | Grecia                                                                | 3 – 1                                                                 | Kazakistan                                                            | Qual. Mondiali 2006                                                   | -                                                                     | cap. 71’                                                              |
| 9-2-2005                                                              | Salonicco                                                             | Grecia                                                                | 2 – 1                                                                 | Danimarca                                                             | Qual. Mondiali 2006                                                   | 1                                                                     | cap. 46’                                                              |
| 26-3-2005                                                             | Tbilisi                                                               | Georgia                                                               | 1 – 3                                                                 | Grecia                                                                | Qual. Mondiali 2006                                                   | -                                                                     | cap.                                                                  |
| 30-3-2005                                                             | Il Pireo                                                              | Grecia                                                                | 2 – 0                                                                 | Albania                                                               | Qual. Mondiali 2006                                                   | -                                                                     | cap. 44’                                                              |
| 8-6-2005                                                              | Il Pireo                                                              | Grecia                                                                | 0 – 1                                                                 | Ucraina                                                               | Qual. Mondiali 2006                                                   | -                                                                     | cap.                                                                  |
| 16-6-2005                                                             | Lipsia                                                                | Brasile                                                               | 3 – 0                                                                 | Grecia                                                                | Conf. Cup 2005 - 1º turno                                             | -                                                                     | cap. 73’                                                              |
| 22-6-2005                                                             | Francoforte sul Meno                                                  | Grecia                                                                | 0 – 0                                                                 | Messico                                                               | Conf. Cup 2005 - 1º turno                                             | -                                                                     | cap.                                                                  |
| 17-8-2005                                                             | Bruxelles                                                             | Belgio                                                                | 2 – 0                                                                 | Grecia                                                                | Amichevole                                                            | -                                                                     | cap. 67’                                                              |
| 7-9-2005                                                              | Almaty                                                                | Kazakistan                                                            | 1 – 2                                                                 | Grecia                                                                | Qual. Mondiali 2006                                                   | -                                                                     | cap.                                                                  |
| 8-10-2005                                                             | Copenaghen                                                            | Danimarca                                                             | 1 – 0                                                                 | Grecia                                                                | Qual. Mondiali 2006                                                   | -                                                                     | cap.                                                                  |
| 12-10-2005                                                            | Patrasso                                                              | Grecia                                                                | 1 – 0                                                                 | Georgia                                                               | Qual. Mondiali 2006                                                   | -                                                                     | cap. 53’                                                              |
| 16-11-2005                                                            | Il Pireo                                                              | Grecia                                                                | 2 – 1                                                                 | Ungheria                                                              | Amichevole                                                            | -                                                                     | cap. 32’ 46’                                                          |
| 21-1-2006                                                             | Riad                                                                  | Grecia                                                                | 1 – 1                                                                 | Corea del Sud                                                         | LG Cup 2006 (Arabia Saudita)                                          | 1                                                                     | cap. 46’                                                              |
| 25-1-2006                                                             | Riad                                                                  | Arabia Saudita                                                        | 1 – 1                                                                 | Grecia                                                                | LG Cup 2006 (Arabia Saudita)                                          | 1                                                                     | cap. 52’ 82’                                                          |
| 28-2-2006                                                             | Limassol                                                              | Grecia                                                                | 1 – 0                                                                 | Bielorussia                                                           | Amichevole                                                            | -                                                                     | cap. 58’                                                              |
| 1-3-2006                                                              | Nicosia                                                               | Grecia                                                                | 2 – 0                                                                 | Kazakistan                                                            | Amichevole                                                            | -                                                                     | cap. 64’                                                              |
| 25-5-2006                                                             | Melbourne                                                             | Australia                                                             | 1 – 0                                                                 | Grecia                                                                | Amichevole                                                            | -                                                                     | 46’                                                                   |
| 16-8-2006                                                             | Manchester                                                            | Inghilterra                                                           | 4 – 0                                                                 | Grecia                                                                | Amichevole                                                            | -                                                                     | cap. 46’                                                              |
| 2-9-2006                                                              | Chișinău                                                              | Moldavia                                                              | 0 – 1                                                                 | Grecia                                                                | Qual. Euro 2008                                                       | -                                                                     | cap. 46’                                                              |
| 11-10-2006                                                            | Zenica                                                                | Bosnia ed Erzegovina                                                  | 0 – 4                                                                 | Grecia                                                                | Qual. Euro 2008                                                       | -                                                                     | 37’                                                                   |
| 22-8-2007                                                             | Salonicco                                                             | Grecia                                                                | 2 – 3                                                                 | Spagna                                                                | Amichevole                                                            | -                                                                     | cap. 17’                                                              |
| Totale                                                                |                                                                       | Presenze (2º posto)                                                   | 120                                                                   |                                                                       | Reti                                                                  | 3                                                                     |                                                                       |

## Palmarès

### Club
- Coppa di Lega inglese: 1

Leicester City: 1999-2000
- Coppa di Grecia: 1

AEK Atene: 2001-2002

### Nazionale
- Campionato d'Europa: 1

Portogallo 2004

### Individuale
- Miglior giocatore del campionato europeo: 1

Portogallo 2004
- Squadra ideale del campionato europeo: 1

Portogallo 2004
- Mvp della Finale del Campionato Europeo: 1

Portogallo 2004